# Modeleur
Le modeleur est la personne qui exécute des modèles d'après un objet ou un dessin de cet objet.

## Technique
Les premiers modeleurs ont certainement utilisé l'argile pour réaliser des objets d'art, des outils ou des armes.
Pour les techniques modernes, le modeleur utilise le bois, la résine ou les métaux pour réaliser des modèles qui serviront ensuite à la fabrication des moules.
Dans les techniques de pointe comme l'automobile ou l'aéronautique, les modeleur utilisent l'outil informatique pour réaliser les dessins de pièces, et le programme qui pilotera automatiquement une machine-outil à commande numérique. Pour les maquettes de style dans l'automobile, le modeleur utilise la clay, de l'argile synthétique, afin de traduire en 3D les dessins des designers.

## Métier
- Modeleur 3D : conception par ordinateur de modèle, en relation avec le domaine de l'infographie.
- Modeleur maquettiste: Travaille avec le styliste pour la réalisation de maquette, de prototype.
- Modeleur maquillage: plus dans le domaine de l'art, il réalise des maquillages sur des personnes vivantes ou des « mannequins » utilisés dans les trucages.
- Modeleur mécanicien: ou mécanicien-mouliste, il réalise les maquettes pour la fabrication des moules et doit connaître le travail du bois, des résines et des métaux.

## Formation
La formation est hautement professionnelle, qu'elle soit dans le domaine manuel pour le travail du bois ou plus intellectuelle pour l'usage de l'informatique industrielle. Une aptitude et une habilité au travail manuel, la connaissance des matières vivantes ou synthétiques, le goût du travail bien fait. La formation, en général, est de trois années après le baccalauréat.
Pour modeleur 3D, il est nécessaire de prendre le cours Animations 3d et synthèse d'image au Cégep/collège.